# Liste der Kardinalskreierungen Clemens’ XIV.

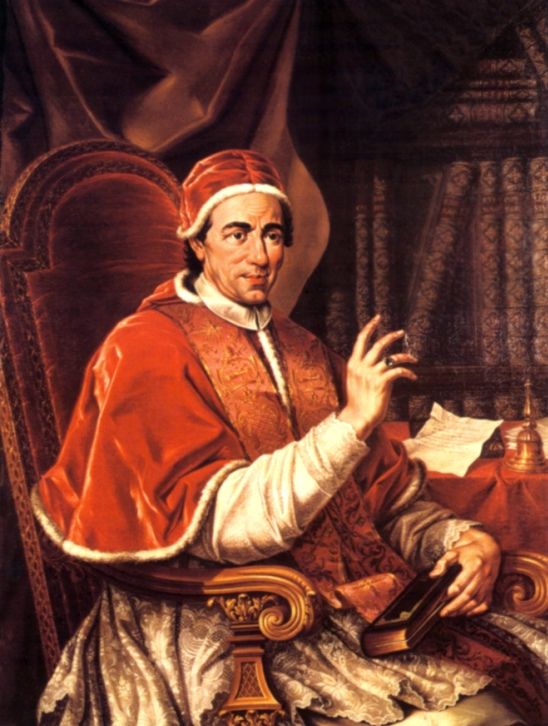
Clemens XIV.

Papst Clemens XIV. kreierte im Verlauf seines Pontifikates, das von 1769 bis 1774 dauerte, 28 Kardinäle in zwölf Konsistorien.

## 18. Dezember 1769
- Paulo de Carvalho de Mendoça

## 29. Januar 1770
- Mario Marefoschi Compagnoni

## 6. August 1770
- João Cosme da Cunha OCSA

## 10. September 1770
- Scipione Borghese
- Giovanni Battista Rezzonico

## 12. Dezember 1770
- Pasquale Acquaviva d’Aragona

- in pectore Antonio Casali

## 17. Juni 1771
- Bernardino Giraud

- in pectore Antonio Eugenio Visconti

## 23. September 1771
- Innocenzo Conti

## 16. Dezember 1771
- Charles-Antoine de la Roche-Aymon

## 14. Dezember 1772
- Leopold Ernst von Firmian

## 15. März 1773
- Gennaro Antonio De Simone

## 19. April 1773
- Francesco Carafa della Spina di Traetto
- Francesco Saverio de Zelada

## 26. April 1773
- Giannangelo Braschi (später Papst Pius VI.)
- Francesco D’Elci
- in pectore nicht veröffentlicht
- in pectore nicht veröffentlicht
- in pectore nicht veröffentlicht
- in pectore nicht veröffentlicht
- in pectore nicht veröffentlicht
- in pectore nicht veröffentlicht
- in pectore nicht veröffentlicht
- in pectore nicht veröffentlicht
- in pectore nicht veröffentlicht
- in pectore nicht veröffentlicht
- in pectore nicht veröffentlicht

## Kommentar
„In zwölf Promotionen berief Clemens XIV. insgesamt siebzehn neue Kardinäle in das Heilige Kolleg. Bei der letzten Kreation am 26. April 1774 [sic] wurden zwei neue Kardinäle namentlich – darunter der Nachfolger Clemens’, Braschi – und elf in petto ernannt. Der Papst gab die Namen dieser Kandidaten, die nach Ansicht von Zeitgenossen wohl alle aus den entschiedenen Gegnern des Jesuitenordens genommen waren, niemals bekannt, sosehr man noch den schwerkranken Papst unmittelbar vor seinem Tode deshalb bedrängte.“ (Burkhart Schneider im Handbuch der Kirchengeschichte, Band V, S. 636)